# Joseph L. Meyer
Joseph Lambert Meyer (* 15. Juni 1846 in Papenburg/Ems; † 30. März 1920 ebenda) war ein emsländischer Werftbesitzer der traditionsreichen Meyer Werft.

## Leben und Werk
Der Sohn des Papenburger Werftbesitzers Franziskus Wilms Meyer und Johanna Pauls Breymann sammelte nach einer Lehre als Zimmermann auf der väterlichen Werft 1866 für ein Jahr in den USA Erfahrungen im Schiffbau. Anschließend bildete sich Meyer von 1867 bis 1869 an der Schiffbauschule in Grabow bei Stettin zum Schiffbaumeister weiter. Am 25. Januar 1870 trat er in den Dienst der „Stettiner-Maschinenbau Actien-Gesellschaft Vulcan“ und arbeitete bis zum 21. März 1872 als Ingenieur in der Schiffbauabteilung des Unternehmens.
Zurück in Papenburg kam er mitten in eine schwere Krise, ausgelöst durch den Wandel von Holz- zu Stahlschiffen. Auch die Werft von Meyers Vater florierte nicht mehr. Als der Inhaber 1876 und ein Jahr darauf auch sein ältester Sohn starben, wurde sie geschlossen. Mit neuem Kapital und Ingenieuren begann Joseph L. Meyer am 12. Mai 1872 in Papenburg die Produktion auf der als offene Handelsgesellschaft geführten Eisenschiffswerft, Eisengießerei und Maschinenfabrik „Barth & Meyer“.
Der Geschäftsgang erlaubte es bereits 1878, dass Barth seine Beteiligung an der Werft zurückzog und diese fortan nur noch unter dem Namen „Jos. L. Meyer“ firmierte. Die Werft florierte und Meyer bekam zunehmend auch öffentliche Aufträge, vor allem für Spezialschiffe für die deutschen Kolonialgebiete. Der Betrieb wuchs stetig. 1880 umfasste die Belegschaft 62, 1890 sogar bereits 216 Mitarbeiter. Bis zum Ausbruch des Ersten Weltkrieges stieg deren Zahl auf etwa 400 an. Damit legte er die Grundlagen für die bis heute florierende Papenburger Meyer Werft. Meyer starb am 30. März 1920 an den Folgen eines grippalen Infektes. Bis zu diesem Zeitpunkt waren auf der von ihm gegründeten Werft nahezu 340 Schiffe gebaut worden.

## Politische Betätigung
Politisch betätigte sich Meyer eine Zeit lang an führender Stelle innerhalb des Zusammenschlusses der nationalliberalen Kräfte in Papenburg. Damit stand er im scharfen Gegensatz zur restlichen katholischen Bevölkerung Papenburgs, die geschlossen die Zentrumspartei unterstützte, welche von der regierungsnahen Nationalliberalen Partei massiv bekämpft wurde. Ferner fungierte Meyer als 1. Vorsitzender der Ortsgruppe Papenburg des „Deutschen Flottenvereins“

## Familie
Joseph Lambert Meyer war in erster Ehe mit der aus Papenburg stammenden Gertrud Mammes und in zweiter Ehe mit Theda Rotering verheiratet. Er war römisch-katholischer Konfession.
Aus der ersten Ehe gingen fünf Kinder hervor:
- Franz Joseph Meyer (1875–1951), Werftbesitzer
- Bernhard Meyer (1870–1924), Werftbesitzer
- Joseph Meyer, Oberregierungsrat in Bückeburg
- Johanna Meyer
- Marianne Meyer (1888–1923).

Sein Urenkel ist Bernard Meyer (* 1948), ein Enkel von Franz Joseph Meyer.